# 김두용 (1903년)
김두용(金斗鎔, 1903년~?)은 일제강점기의 사회주의운동가이자 조선민주주의인민공화국의 정치인이다.

## 참고 자료
- 「アジア人物史 11」 集英社 2023